# أحمد الخضير
أحمد الخضير لاعب كرة قدم سعودي، يلعب في خط الهجوم.
كانت بداياته مع نادي الفتح ولعب بعدها لأندية والقادسية والترجي والنهضة والدرعية ووقع مع نادي النجوم في عام 2016.

## روابط خارجية
- أحمد الخضير على موقع Soccerway.com (الإنجليزية)